# 엠넷
엠넷(영어: Mnet)은 과학기술정보통신부에서 허가된 대한민국의 CJ ENM의 자사 음악 & 엔터테인먼트 채널이다.

## 개요
1995년 3월 1일 한국 케이블 TV 서비스 개시와 동시에 개국하였으며, 개국 당시 초창기엔, 음악 방송 전문 채널 만을 고집하였으나, 쉴 새없이 급변한 방송 시장 변화와 케이블 TV 시장의 소비 시장 확대와 맞물려, 현재 음악 전문 채널에서 연예 오락 채널로 거듭나기 위하여 기존의 음악 전문 프로그램 외에 다양한 쇼 버라이어티 프로그램을 신설하여, 현재 국내외 가수들의 콘서트 및 버라이어티 쇼 등 다양한 프로그램들을 제공하고 있다. 1999년 이후 매년 11월에는 아시아의 대표 음악 시상식을 표방하는 MAMA가 개최되고 있으며, 2007년부터는 매년 8월 20대에 의한 시상식을 표방하는 20's Choice를 개최한다. 그리고, 2009년에 기수별 오디션 프로그램 슈퍼스타K를 방영하고, 2016년부터 기수별 국민 프로듀스 서바이벌 오디션 프로그램 PRODUCE 101 시리즈를 개최하여, 아이오아이, 워너원, 아이즈원, 엑스원을 배출하는 국민 프로듀스의 등용문으로 자리매김하였다. 하지만 2019년 이를 둘러싼 투표 조작 사건이 터지면서 많은 비판을 받아왔다. 2020년 3월 1일 개국 25주년을 기념하여 대대적인 디자인 변경이 이루어졌다. 초창기인 1995년형 로고를 도입하였으나, 2개월 만에 2005년형 로고로 다시 교체되었다.

## 연혁
- 1993년: 뮤직 네트워크(Music Network) 케이블 사업 진출.[2]
- 1994년: MTV 프로그램 방영 계약 (개국과 동시 3시간 방영)
- 1994년: 한국 최초 제1회 VJ 콘테스트 실시
- 1995년 3월 1일: 케이블 TV 등장으로 인한 Mnet 방송 개시 (1일 16시간)
- 1996년: 24시간 종일 방송 개시
- 1997년: CJ그룹 계열사로 편입
- 1998년: 국내 음악 방송 최초로 인터넷 실시간 방송 개시.
- 1999년 11월 27일: 제1회 Mnet 영상음악대상 개최
- 2001년: MTV 계약 만료로 Mnet 프로그램 24시간 방송
- 2004년 7월 29일: 종합 차트쇼 '엠 카운트다운 (M! Countdown)' 방영 시작 (현재 Mnet의 가장 현존하는 장수 프로그램)
- 2004년: Mnet 뮤직 비디오 페스티벌, KMTV와 공동 개최 결정
- 2005년: Mnet 온라인 음악사이트 개설
- 2005년: 위성 DMB 본방송 개시, MY Mnet 개국
- 2005년: 음악 채널 최초로 5.1 서라운드 서비스 실시
- 2005년 7월 21일 오후 5시: Mnet 론칭 및 10주년 기념 BI 변경
- 2006년 4월 15일: 한국음악 전문 일본 방송 Mnet Japan 개국
- 2006년 10월 23일: 온라인 음원 사이트 Maxmp3 사이트 흡수 통합
- 2006년 11월 25일: Mnet·KM 뮤직비디오 페스티벌에서 Mnet KM 뮤직 페스티벌로 변경 개최
- 2007년 8월 21일: 제1회 20's Choice 개최
- 2009년: Mnet·KM 뮤직 페스티벌 폐지
- 2009년 11월 21일: 제1회 Mnet 아시안 뮤직 어워드 개최 (서울 잠실실내체육관)
- 2009년: 온라인 음원 사이트 뮤직온 흡수 통합
- 2010년: Mnet 아이폰 애플리케이션 및 스마트폰 전용 홈페이지 오픈
- 2011년: KT, SK브로드밴드, LG유플러스 등 통신 3사 IPTV를 통해 본방송 개시.
- 2014년 7월 24일: M Countdown 10주년
- 2015년 3월 1일: Mnet 개국 20주년
- 2018년 7월 25일: 엠넷 운영사인 CJ디지털뮤직의 100% 지분 전부를 지니뮤직이 인수하였다.[3]
- 2018년 10월 10일: 지니뮤직과 CJ디지털뮤직이 흡수합병하여 통합법인 지니뮤직이 되었다.
- 2020년 3월 1일: Mnet 개국 25주년
- 2022년 1월 8일 : Mnet 목요일 엠카운트다운 방송 20주년
- 2025년 3월 1일 : Mnet 개국 30주년

## 슬로건
| 연도                         | 슬로건이름                                   |
| ---------------------------- | -------------------------------------------- |
| 2005년 ~ 2007년              | Hello My Name is Mnet                        |
| 2007년 ~ 2008년              | 즐겨봐! Mnet                                 |
| 2008년 ~ 2010년              | Beyond Music                                 |
| 2010년 ~ 2011년              | All About 20's                               |
| 2011년 ~ 2013년, 2016년 12월 | Music Makes One                              |
| 2013년 4월 ~ 2013년 10월 7일 | Jump! Mnet / juMp! 엠넷                      |
| 2014년 1월 ~ 2016년 12월     | KPop Makes One                               |
| 2017년 1월                   | MoveMnet (Move Me, Move The World, MoveMnet) |
| 2018년 6월 ~ 2019년 1월      | Mnet makes new K-pop, Star & Trends          |
| 2019년 1월 ~ 2020년 1월      | We Are K-POP                                 |
| 2020년 1월 ~ 2020년 6월      | Music Network, M.net!                        |
| 2020년 5월 ~ 2020년 6월      | #착한_거리두기                               |
| 2020년 6월 ~ 2025년 3월      | Global Music Network, Mnet                   |
| 2020년 8월 ~ 2020년 10월     | #건강한_거리두기                             |
| 2021년 4월                   | #Save_our_planet                             |
| 2025년 3월 ~                 | K-POP GENERATION                             |

## 주요 프로그램
| 방송 장르 | 방송 제목                  | 시청 등급 | 비고     |
| --------- | -------------------------- | --------- | -------- |
| 공연      | M Countdown HD             |           | 생방송   |
| 공연      | M Super Concert HD         |           |          |
| 예능      | 너의 목소리가 보여 HD      |           |          |
| 예능      | 퀸덤 (재방송) HD           |           |          |
| 음악      | Daily Music Talk HD        |           | Non-Stop |
| 음악      | Live on M HD               |           | Non-Stop |
| 음악      | MPD Music Talk HD          |           | Non-Stop |
| 음악      | Music Express HD           |           | Non-Stop |
| 음악      | M2 스페셜 그래 이 노래 HD  |           | Non-Stop |
| 음악      | M Morning HD               |           | Non-Stop |
| 예능      | 김영선이 서울로 간다 UHD   |           |          |
| 시상      | Mnet 아시안 뮤직 어워드 HD |           |          |
| 시상      | 가온차트 뮤직 어워드 HD    |           |          |
| 시상      | 그래미 어워드 HD           |           |          |
| 시상      | 아메리칸 뮤직 어워드 HD    |           |          |
| 시상      | 지니 뮤직 어워드 HD        |           |          |

## 논란

### 가수 출연 거부 사태
2002년 당시 Mnet의 모기업인 CJ가 소유하고 있는 일부 지역 SO에서 KMTV (KM)의 송출이 중단되는 일이 있었다. 이에 KMTV (KM)의 지분을 가지고 있던 연예 기획사들이 집단으로 반발해 소속 가수의 Mnet 모든 프로그램 출연 거부 및 뮤직 비디오를 제공하지 않는 사태가 터졌다. 당시 출연 거부를 선언한 기획사는 예당 엔터테인먼트, GM 기획 (현 MBK 엔터테인먼트), 대영 AV (현 포이보스), 제이엔터컴, 아이스타 뮤직 등으로 소속된 연예인이었던 신승훈, 엄정화, 박지윤, 이정현, 왁스, jtL 등이 Mnet의 각종 프로그램에 출연하지 않았다. 이 사태는 2002년 후반 지역 SO들이 다시 KMTV를 방영함으로써 일단락됐다.

### 위성 방송 송출 중단 및 통신 3사 IPTV 서비스 채널 본방송 개시
지난 2003년 홈 CGV (현 채널CGV)의 위성방송 채널인 스카이라이프 송출 중단을 시작으로 CJ미디어(현 CJ ENM)는 1400만 케이블TV 시장에 주력하기 위해 '케이블 온리' 정책을 강화해 나간다. 이에 따라 CJ 미디어는 위성방송 서비스인 스카이라이프 SD 채널 604번에서 방송 중이던 Mnet을 구 XTM과 함께 2005년 1월 1일부터 방송 중단하였다.
이후 CJ 미디어는 자사 계열의 KMTV에서 엠넷의 프로그램을 일부 방송하였으나, 경영난 악화로 유료 방송 시장에서 광고 수익이 급감함에 따라 수신료 수익의 증대와 방송 시장 다변화의 일환으로, 위성방송 서비스인 스카이라이프 재공급을 결정하였다. 2009년 5월 말부터 스카이라이프의 위성방송 서비스를 통해 송출을 재개하였고, 2011년 3월부터 기존의 CJ미디어가 CJ E&M으로 변경된 이후에, KT의 올레TV를 비롯한, SK브로드밴드의 Btv 등 통신 3사 IPTV 사업자와 협의 후, HD 채널로 본방송을 개시하였다.

### 시상식보이콧사태
KM과 엠넷으로 나뉘어 있던 시절에는 공중파에서 미처 다루지 못한 기획이나 참신한 무대 등을 선보이며, 기존의 딱딱하고 형식적인 공중파 연말 가수 시상식에 식상했던 시청자들로부터 호감을 사기에 충분하였으나, 양사의 통합 후 출범하기 시작한 MKMF 시상식에서는 규모만 커졌을 뿐 오히려 기존의 공중파 시상식보다 못하다는 평도 들리고 있으며, 특히 2009년 열린 Mnet Asian Music Award 초대 대회에서는 그 공정성에 대한 의문을 제시하며, 소녀시대, 슈퍼주니어의 소속사인 SM엔터테인먼트와 장윤정, 박현빈의 소속사인 인우기획과 손담비, 애프터스쿨의 소속사인 플레디스의 소속가수들이 집단 보이콧하였다. 하지만 2011년에 SM과 플레디스 소속사 가수들이 MAMA, 20's Chioce 시상식에 참여하게 된다.

### SM 엔터테인먼트의 음원 공급 중단 사태
2010년 3월 2일, SM 엔터테인먼트 측에서 엠넷미디어가 운영하는 ASP사이트에서 자사의 음원들이 무단으로 유포되고 있다는 사실을 확인, 엠넷미디어가 운영하는 음악전문포털 사이트인 엠넷에 음원 공급을 중단했다.
2011년 1월 동방신기부터 다시 음원 공급하였다. (소녀시대 등 제외)
2011년 2월 21일부터 SM 전곡 음원을 공급 · 재개하였다.
하지만 이와 별개로 SM 엔터테인먼트와 엠넷과의 관계는 여전히 좋지 못해서, SM 소속 가수들은 엠카운트다운 및 MAMA에 출연하지 않고 있다. 다만 2019 MAMA에는 WayV가 나오며 모처럼 SM 소속 보이그룹이 모습을 드러냈다.

### 기획사 차별
SM 엔터테인먼트 및 YG 엔터테인먼트와 사이가 매우 좋지 않다. 따라서 두 기획사 소속 가수들은 엠카운트다운 및 MAMA에 출연하지 않고 있다. 다만 자료화면 등에는 양사 소속 가수의 뮤직비디오가 나가고 있으며, 엠넷 제작 서바이벌 경연곡에도 제한을 두지 않고 있다. YG 계열의 더블랙레이블로 이적한 후 2019년 6월에 솔로로 데뷔한 전소미는 SIXTEEN 및 PRODUCE 101 등 예전의 인연도 있어서인지 한 차례 엠카운트다운에 출연했고, 그 날 1위 후보에도 올랐다.

## 같이 보기
- GMTV
- MBC M
- 가요TV
- 아이넷TV